# Tachidiopsis ibericus
Tachidiopsis ibericus är en kräftdjursart som beskrevs av Becker 1974. Tachidiopsis ibericus ingår i släktet Tachidiopsis och familjen Tisbidae. Inga underarter finns listade i Catalogue of Life.